# Rock Summer Tour 2024
Il Rock Summer Tour 2024 è una tournee del cantautore italiano Edoardo Bennato, svoltasi in Italia in 24 tappe, dal 28 giugno al 22 settembre 2024.

## Storia
Bennato nell'estate del 2024 ha tenuto un tour in Italia accompagnato dalla sua Be Band, affiancata in alcune tappe da altri gruppi come il Quartetto Flegreo, l'Orchestra dei Solisti Aquilani e l'Orchestra Sinfonica Brutia.

## Le tappe
| Data       | Città                        | Luogo                       | Note                            |
| ---------- | ---------------------------- | --------------------------- | ------------------------------- |
| 28/06/2024 | Torrita di Siena (SI)        | Piazza Matteotti            | Torrita Blues Festival          |
| 29/06/2024 | Pontedera (PI)               | Viale Italia                | Notte Granata                   |
| 08/07/2024 | Arco (TN)                    | Castello di Arco            |                                 |
| 10/07/2024 | Bollate (MI)                 | Villa Arconati              | Festival di Villa Arconati      |
| 12/07/2024 | Cosenza                      | Teatro Rendano              | con Orchestra Sinfonica Brutia  |
| 16/07/2024 | L'Aquila                     | Scalinata di San Bernardino | con Orchestra Solisti Aquilani  |
| 18/07/2024 | Montesilvano (PE)            | Arena del Mare              | Ingresso gratuito               |
| 22/07/2024 | La Spezia                    | Piazza Europa               | La Spezia Estate Festival 2024  |
| 25/07/2024 | Genova                       | Villa Grimaldi              |                                 |
| 27/07/2024 | Orvieto (TR)                 | Piazza del Popolo           | Orvieto Sound Festival 2024     |
| 28/07/2024 | Piea (AT)                    | Campo del Tamburello        |                                 |
| 01/08/2024 | Bard (AO)                    | Forte di Bard               |                                 |
| 03/08/2024 | Breno (BS)                   | Stadio Comunale             | Vallecamonica Summer Music 2024 |
| 07/08/2024 | Reggio Calabria              | Piazza del Popolo           | Ingresso gratuito               |
| 10/08/2024 | Loano (SV)                   | Piazza Italia               |                                 |
| 21/08/2024 | Recanati (MC)                | Piazza Leopardi             | Lunaria Festival 2024           |
| 23/08/2024 | Sansepolcro (AR)             | Torre di Berta              |                                 |
| 25/08/2024 | Marina di Modica (RG)        | Auditorium                  |                                 |
| 27/08/2024 | Palermo                      | Teatro di Verdura           |                                 |
| 29/08/2024 | Castellammare del Golfo (TP) | Porto                       |                                 |
| 31/08/2024 | Ciminna (PA)                 | Stadio                      | Ingresso gratuito               |
| 06/09/2024 | Campli (TE)                  | Largo Fosso di Manso        | Ingresso gratuito               |
| 20/09/2024 | Napoli                       | Arena Flegrea               | NoisyNaples24                   |
| 22/09/2024 | Bellaria-Igea Marina         |                             | IMAGinACTION                    |

## Formazione
BE BAND
- Edoardo Bennato (voce, chitarra, armonica, kazoo, tamburello a pedale)
- Giuseppe Scarpato (chitarre)
- Raffaele Lopez (tastiere)
- Gennaro Porcelli (chitarre)
- Roberto Perrone (batteria)
- Arduino Lopez (basso)